# Michel Onfray
Michel Onfray (n. 1 ianuarie 1959 în Argentan, Orne) este un filosof și eseist contemporan de origine franceză. Susține cursuri la Universitatea Populară din Caen, al carei fondator este și se descrie pe sine ca fiind un hedonist, ateu, libertarian și anarhist de stânga și ideolog al suveranismului. De asemenea critică psihanaliza lui Sigmund Freud, considerând-o „mai degrabă o religie decât o știință”. Este un autor extrem de prolific, având peste 30 de cǎrți publicate în domeniul filosofiei.

## Cărți traduse în limba română
- Pântecele filozofilor - critica rațiunii dietetice (Editura Nemira, 2000) ISBN 973-569-407-7
- Rațiune gurmandă (Editura Nemira, 2000) ISBN 973-569-447-6
- O contraistorie a filosofiei:
  - vol. I. Ințelepciunile antice (Editura Polirom, 2008) ISBN 978-973-46-0883-6
  - vol. II. Creștinismul hedonist (Editura Polirom, 2008) ISBN 978-973-46-0884-3
  - vol. III. Libertinii barocului (Editura Polirom, 2008) ISBN 978-973-46-1225-3
  - vol. IV. Extremiștii Luminilor (Editura Polirom, 2009) ISBN 978-973-46-1450-9
  - vol. V. Eudemonismul social (Editura Polirom, 2010) ISBN 978-973-46-1592-6
  - vol. VI. Radicalități existențiale (Editura Polirom - va apărea)

## Cărți netraduse în limba română
- Physiologie de Georges Palante, portrait d'un nietzchéen de gauche (1989)
- Cynismes, portrait du philosophe en chien (1990)
- L'art de jouir : pour un matérialisme hédoniste (1991)
- La sculpture de soi : la morale esthétique (1991)
- L'œil nomade : la peinture de Jacques Pasquier (1992)
- Ars moriendi : cent petits tableaux sur les avantages et les inconvénients de la mort (1995)
- Métaphysique des ruines : la peinture de Monsu Désidério (1995)
- Les formes du temps : théorie du Sauternes (1996)
- Politique du rebelle : traité de résistance et d'insoumission (1997)
- À côté du désir d'éternité : fragments d'Égypte (1998)
- Théorie du corps amoureux : pour une érotique solaire (2000)
- Prêter un livre n'est pas voler son auteur (2000)
- Antimanuel de philosophie : leçons socratiques et alternatives (2001)
- Célébration du génie colérique : tombeau de Pierre Bourdieu (2002)
- L'invention du plaisir : fragments cyréaniques (2002)
- Esthétique du Pôle nord : stèles hyperborréennes (2002)
- Splendeur de la catastrophe : la peinture de Vladimir Vélikovic (2002)
- Les icônes païennes : variations sur Ernest Pignon-Ernest (2003)
- Archéologie du présent, manifeste pour l'art contemporain (2003)
- Féeries anatomiques (2003)
- La philosophie féroce (2004)
- La communauté philosophique (2004)
- Traité d'athéologie : Physique de la métaphysique, Paris, Grasset, (2005) - tradus în engleză ca: Atheist Manifesto: The Case Against Christianity, Judaism, and Islam (New York: Arcade Publishing, 2007)
- Théorie du voyage : poétique de la géographie, Paris, Galilée, (2005)
- La Sagesse tragique. Du bon usage de Nietzsche, LGF, (2006)
- Suite à La Communauté philosophique. Une machine à porter la voix, Galilée, (2006)
- La Puissance d’exister. Manifeste hédoniste, Grasset, (2006)
- La Pensée de midi. Archéologie d’une gauche libertaire, Galilée, (2007)
- L’Innocence du devenir. La Vie de Frédéric Nietzsche, Galilée, (2008)
- Le Songe d’Eichmann. Précédé de : Un kantien chez les nazis, Galilée, (2008)
- Le Souci des plaisirs. Construction d’une érotique solaire, Flammarion, (2008)
- Les Bûchers de Bénarès. Cosmos, Éros et Thanatos, Galilée, (2008)
- La Religion du poignard. Éloge de Charlotte Corday, Galilée, (2009)
- Le Crépuscule d'une idole. L’Affabulation freudienne, Grasset, (2010)
- Apostille au Crépuscule. Pour une psychanalyse non freudienne, Grasset, (2010)
- Manifeste hédoniste, Autrement, (2011)
- L'Ordre libertaire. La Vie philosophique d’Albert Camus, Flammarion, (2012)
- Vies et mort d’un dandy. Construction d’un mythe, Galilée, (2012)
- Rendre la raison populaire. Université populaire, mode d’emploi, Autrement, (2012)
- Le Postanarchisme expliqué à ma grand-mère. Le Principe de Gulliver, Galilée, (2012)
- Le Canari du nazi. Essais sur la monstruosité, Collectif, Autrement, (2013)
- La Raison des sortilèges. Entretiens sur la musique, Autrement, (2013)
- Un requiem athée, Galilée, (2013)
- Avant le silence. Haïkus d’une année, Galilée, (2014)
- Bestiaire nietzschéen. Les Animaux philosophiques, Galilée, (2014)